# USS Harder (SS-568)
El USS Harder (SS-568) fue un submarino clase Tang construido para la Armada de los Estados Unidos a fines de la Segunda Guerra Mundial. Fue transferido a Italia y redesignado Romeo Romei (S-515).

## Construcción y características
Fue construido por Electric Boat Co. en la ciudad de Groton, estado de Connecticut. Las obras iniciaron el 29 de junio de 1950, y la botadura se llevó cabo el 14 de junio de 1951. Entró al servicio con la Armada de los Estados Unidos el 31 de marzo de 1952.
Su desplazamiento estándar era de 1560 t, mientras que en inmersión desplazaba 2700 t. Tenía una eslora de 82 m, una manga de 8,3 m y un calado de 5,2 m. Era impulsado por un sistema diésel-eléctrico compuesto por cuatro de motores diésel —reemplazados por tres en 1958— y dos motores eléctricos, que transmitían a dos hélices. Podía alcanzar los 15,5 nudos en superficie y 16 nudos en inmersión. Su armamento consistía en ocho tubos lanzatorpedos de calibre 533 mm, seis en proa y dos en popa.

## Servicio
Después de las pruebas, el Harder navegó 1000 millas en inmersión desde New London, Connecticut hasta Nasáu, Mancomunidad de Las Bahamas.
Inició sus operaciones de flota en 1953. Durante años, realizó numerosos ejercicios de entrenamiento y alistamiento con la Flota del Atlántico y naciones de la OTAN. Operando desde el Atlántico Norte el mar Caribe, realizó pruebas de sonar, apoyó ejercicios antisubmarinos y participó de operaciones de simulación de ataque en inmersión. En 1959, participó del SUBICEX, durante el cual marchó 280 millas por debajo de los hielos de la isla de Terranova, hecho que nunca antes había llevado a cabo ningún submarino convencional.
El 17 de noviembre de 1959, el Harder se unió al Submarine Squadron 4 con base en Charleston, Carolina del Sur. Continuó sus maniobras habituales hasta el 24 de mayo de 1961, cuando zarpó hacia la costa oriental de Europa. El 9 de junio, el SS-568 recaló en Bremerhaven, Alemania y prestó apoyo a ejercicios antisubmarinos de buques de la República Federal de Alemania. Al mes siguiente, navegó a Holy Loch, Escocia; y Rota, España. Luego, marchó al mar Mediterráneo y apoyó una operación de mantenimiento de la paz de la Sexta Flota.
El SS-568 ingresó al Charleston Naval Shipyard para reparaciones en octubre de 1962. Regresó en abril de 1963 y reanudó sus ejercicios usuales por dos años y medio. Reingresó al astillero el 22 de octubre de 1963 para mantenimiento y modernización. Se le extendió el casco en 8 pies (2,4 m), recibió una nueva superestructura, motores y equipos electrónicos.
A mediados de la década de 1970, Italia adquirió dos submarinos clase Tang, el USS Harder y el USS Trigger, los cuales fueron renombrados como «Romeo Romei (S-516)» y «Livo Priomalta (S-515)», respectivamente.
Fue retirado el 31 de mayo de 1988.